# Xavier Pons
Xavier Pons i Puigdollers, auch als Xevi Pons bekannt, (* 21. Januar 1980 in Vic, Spanien) ist ein spanischer Rallyefahrer.
Sein erster Auftritt in der Rallye-Weltmeisterschaft war die Rallye Schweden im Jahr 2003.

## WRC-Fahrzeuge
- 2003 Mitsubishi
- 2004 Fiat, Mitsubishi, Renault
- 2005 Peugeot, Mitsubishi, Citroën
- 2006 Citroën
- 2007 Mitsubishi, Subaru
- 2010 Ford

## Erfolge
- zweimal Platz 1: 1998 und 2000 bei der Internationalen Sechstagefahrt
- fünfmal Platz 4 bei der Rallye-Weltmeisterschaft (WRC):  2005 bei der Rallye Katalonien,  2006 bei der Rallye Sardinien, Rallye Türkei, Rallye Australien und Rallye Neuseeland.[1]